# Alpha Equulei
Alpha Equulei (α Equulei, viết tắt Alpha equ, α equ), tên chính thức Kitalpha /kɪˈtælfə/, là một ngôi sao trong chòm sao Tiểu Mã (Equuleus). Đó là một ngôi sao chuyển động riêng khá cao, chỉ cách Trái Đất 190 năm ánh sáng.

## Danh pháp
α Equulei (được Latin hóa thành Alpha Equulei) là tên gọi của ngôi sao theo danh pháp Bayer.
Nó mang tên truyền thống Kitalpha (tên ít dùng hơn là Kitel Phard hoặc Kitalphar), từ thu hẹp của tên tiếng Ả Rập قطعة الفرس qiṭ'a (t) al-faras "một miếng của con ngựa". Vào năm 2016, Liên minh Thiên văn Quốc tế đã tổ chức một Nhóm làm việc về Tên Sao (WGSN)  để lập danh mục và chuẩn hóa tên riêng cho các ngôi sao. WGSN đã phê duyệt tên Kitalpha cho ngôi sao này vào ngày 21 tháng 8 năm 2016 và hiện tại nó đã được đưa vào Danh mục tên của IAU.

## Tính chất
Về tổng thể sao α Equulei là một sao khổng lồ loại G  với cấp sao biểu kiến là +3,92, nhưng nó là một sao đôi quang phổ bao gồm hai ngôi sao riêng lẻ.
Ngôi sao chính là một sao khổng lồ G7 sáng hơn năm mươi lần so với Mặt Trời. Nó có nhiệt độ hiệu dụng 5.100 K và bán kính lớn hơn 9,2 lần so với Mặt Trời.
Sao thứ cấp là một sao lùn loại A có độ sáng gấp 26 lần so với mặt trời. Nó có nhiệt độ hiệu dụng là 8.150 K và bán kính lớn hơn mặt trời 2,6 lần. Nó là một ngôi sao Am đặc biệt về mặt hóa học.
Hai ngôi sao quay quanh quỹ đạo tròn cứ sau 98,8 ngày. Vận tốc quỹ đạo tương ứng của chúng cho phép khối lượng của chúng được tính bằng 2.3 và 2.0 lần khối lượng Mặt Trời.